# Pleven Saddle
Der Pleven Saddle (englisch; bulgarisch Плевенска седловина Plewenska sedlowina) ist ein rund 500 m hoher und tief eingeschnittener Bergsattel auf der Livingston-Insel im Archipel der Südlichen Shetlandinseln. Im Friesland Ridge der Tangra Mountains liegt er zwischen dem MacKay Peak im Westsüdwesten und dem Tervel Peak im Ostnordosten. Der Mittelpunkt dieses Gebirgspasses liegt 0,4 km östlich des MacKay Peak, 1,2 km westsüdwestlich des Tervel Peak und 1,8 km nördlich des Gabrovo Knoll. Der Peschtera-Gletscher liegt südlich und der Charity-Gletscher nördlich von ihm.
Die bulgarische Kommission für Antarktische Geographische Namen benannte ihn 2004 nach der Stadt Plewen im Norden Bulgariens.